# Жизнь и необычайные приключения солдата Ивана Чонкина (фильм)
«Жизнь и необычайные приключения солдата Ивана Чонкина» (чеш. Život a neobyčejná dobrodružství vojáka Ivana Čonkina) — кинокомедия чешского режиссёра Иржи Менцеля по мотивам первой части романа Владимира Войновича «Жизнь и необычайные приключения солдата Ивана Чонкина». Англо-французский фильм с русской синхронной речью, практически все актёры — из России.

## Сюжет
Действие фильма происходит в 1941 году в СССР перед началом и в первые месяцы Великой Отечественной войны.
В небольшой деревушке Красное совершает вынужденную посадку военный самолёт У-2. Командование не имеет возможности отбуксировать самолёт и решает выставить возле него часового.
В войсковой части неподалёку от деревни Красное проходит службу рядовой Иван Чонкин. Неказистый и простодушный солдат, с внешностью, далёкой от образцового воина, отбывает воинскую обязанность в хозяйственном подразделении полка, занимаясь тем, что работает при кухне, развозя грузы на лошади. Именно его командование отряжает на пост возле самолёта в деревне Красное.
Чонкин попадает в деревню и через некоторое время начинает сожительствовать с деревенской почтальонкой Нюрой. Вскоре он перемещает самолёт на участок Нюры и переселяется в её избу. Начинается война и о Чонкине с его самолётом благополучно забывают. О нём бы и не вспомнили, если бы не случилась неприятность. Корова Нюры съела экспериментальные посадки гибрида картофеля и помидора местного самодеятельного селекционера Гладышева. Мстительный колхозник написал на Чонкина донос в районное отделение НКВД (хотя на Чонкина и Нюру доносы, по фильму, писали многие жители села, завидовавшие их любви). Местные чекисты оперативно реагируют на сигнал общественности, но взять дезертира под стражу оказывается непросто. Чонкин и Нюра успешно обороняют своё маленькое хозяйство, полагая, что сражаются с немцами. В итоге для задержания «банды Чонкина» мобилизуется целый полк Красной армии. Чонкин был легко ранен в результате прямого попадания снаряда в дом Нюры. Генерал, удивлённый тем, что полк сражался с одним рядовым и девушкой, награждает его медалью. Отделение НКВД намерено его арестовать, однако Чонкин и Нюра улетают на самолёте, который оказался пригодным к полёту после длительного простоя.

## В ролях

### В главных ролях
- Геннадий Назаров — Иван Чонкин
- Зоя Буряк (в титрах — Зоя Бурякова (Zoja Burjakova)) — Нюра
- Владимир Ильин — председатель колхоза Голубев
- Валерий Золотухин — парторг колхоза Килин
- Алексей Жарков — селекционер Гладышев
- Юрий Дубровин — Волков, счетовод
- Сергей Гармаш — капитан НКВД Миляга
- Зиновий Гердт — Моисей Сталин
- Мариан Лабуда[чеш.] — подполковник Опаликов
- Мария Виноградова — Баба Дуня

### В ролях
- Татьяна Кравченко (в титрах Татьяна Гербачевская (Tatjana Gerbačevskaja)) — Афродита, жена Гладышева
- Любовь Руднева — Капа, секретарь Миляги
- Иван Рыжов — дед Шапкин
- Вячеслав Молоков — генерал Дрынов
- Николай Марченко — председатель райкома Борисов
- Татьяна Агафонова — Нинка Курзова
- Татьяна Ошуркова — Тайка Горшкова
- Галина Петрова — Зинаида Волкова
- Сергей Степанченко — Плечевой
- Хенрик Биста — инвалид Гражданской войны Илья Жикин
- Александр Ильин — бригадир колхоза Шикалов
- Александр Кузьмичёв — бригадир колхоза Талдыкин
- Сергей Баталов — Николай Курзов
- Игорь Фокин — Степан Луков
- Ирина Лазарева — продавщица Раиса
- Александр Мохов — лейтенант Мелешко, лётчик
- Ольга Анохина — Люшка, героиня труда
- Александр Масалов — Малахов
- Йозеф Далецки — доктор
- Александр Гарин — сержант НКВД Клим Свинцов,
- Сергей Габриэлян — Прокопов, боец НКВД
- Игорь Ветров — Букашёв — младший лейтенант, допрашивавший Милягу
- Вадим Завьялов — полковник Лапшин
- Вадим Любшин — сержант Сырых
- Олег Демидов — рядовой Филюков
- Михаил Васьков — капитан Завгородний
- Александр Пашковский — старшина Песков
- Владимир Горюшин — политрук Ярцев
- Валерий Николаев — командир отделения Балашов
- Валерий Ярёменко — рядовой Самушкин
- Евгений Соколов — первый телефонист
- Константин Чепурин — второй телефонист
- Анастасия Дёгтева — девочка

## Критика
- Владимир Войнович высказался по поводу фильма на своём сайте[3]:

Этот фильм считается английским, поскольку продюсер и деньги — английские. Режиссёр Иржи Менцель — чех. Актёры — по желанию режиссёра — русские. У фильма много недостатков, но насчёт исполнителей главных ролей я не согласен. Геннадий Назаров (это его дебют в кино) и Зоя Буряк, по-моему, выбраны более чем удачно. Фильм средний, но Эльдар Рязанов вряд ли сделал бы лучше, особенно в то время. Тогда, в 1989 году, чуть ли не весь советский генералитет был против создания фильма, в полемике с ними Рязанов хотел сделать (как я понял) весёлый, лёгкий лубок с частушками и плясками, то есть, не совсем то, что было заложено в книге. И вообще, пожалуй, Рязанов — режиссёр хороший, но не мой.

- Режиссёр Иржи Менцель сказал о своей постановке фильма:

Сценарист Сверак внёс иронию и суховатый юмор, в остальном мы старались сохранить всё, что было в книге. Чтобы это был русский фильм, а не фильм на тему, как чехи представляют себе русских. Этого я не хотел, как не хотел карикатуры. Комедия же всегда соблазняет скатиться к карикатуре. А я хотел, чтобы зрители могли отождествить себя с нашими героями. Все, кто читал книгу Войновича, говорили мне, что это русский «Швейк» или советский «Швейк». Но это поверхностное суждение. Хотя Чонкин — тоже солдат с особой судьбой, которая, может быть, и напоминает судьбу Швейка в австро-венгерской армии во время войны, но всё-таки история Чонкина, его любовь к девушке — нечто совершенно иное. Главное то, что книга — не сатира. Я не люблю сатиру. Я уважаю Гашека, это большая литература. Но Гашек не любит людей. А Войнович — скорее писатель рода Чапека, он умеет писать о людях с пониманием. Даже об отрицательных героях, всех этих НКВДшниках, которых видит насквозь. Гашек же на героя и его перипетии глядит со стороны, сверху. Поэтому я никогда не хотел и не хочу экранизировать Гашека. Гашек смотрит на своих героев незаинтересованно. Это мне не нравится. Кроме того, «Швейк» сослужил плохую службу моему народу. Он прививает людям цинизм и трусость. Это мне тоже не нравится.

- Газета «Коммерсант» писала по поводу первой демонстрации фильма в России 4 декабря 1994 года, что Менцель «подрастратил юношескую наивность и беззащитный лиризм. А это могло бы пригодиться в истории похождений солдата Ивана Чонкина, который хотя и напомнил чешскому режиссёру его соотечественника, бравого Швейка, всё же — чисто русский чудак. Лента Менцеля действительно смешит, поскольку разыграна в традициях пикантного анекдота. Но после просмотра возникает чувство некоторого смущения из-за того, что англо-французский фильм с русской синхронной речью, снятый ради удобства в чешской деревне, выглядит всё же как импортная клюква о России».[5]
- Алекс Экслер в своей рецензии отметил: «Фильм получился просто великолепным. Он настолько совпадает с моими ощущениями от книги, настолько точно передаёт все её нюансы, что это просто удивительно. Главное, ещё раз повторяю, книга очень сложная и неоднозначная. При её экранизации можно удариться в пошлятину, можно наоборот — уйти в совершенно ненужные слюни и сопли, однако Менцель избежал и того, и другого. Он сделал именно „Чонкина“ — такого, как его написал Войнович»[6].
- Американский еженедельный журнал «Variety» заметил, что картина опоздала минимум на десятилетие и привела совпадения в творческих судьбах Менцеля и Войновича: роман был написан и запрещён в 1969 году, тогда же легла на два десятилетия на полку и лента «Жаворонки на нитке», которая была отмечена главной премией на фестивале в Берлине уже в 1990 году, когда в СССР наконец был издан «Чонкин».[5][7]
- «Картина удачно передала стилистику книги — абсурд и гротеск доведены до пропорций смешных до истерики, но лиризм при всём этом присутствует. Сравнить это можно только с похождениями бравого солдата Швейка». (М. Иванов)[8]
- Газета «Дуэль» писала[9]:

В точку попал Иржи Менцель в фильме «Жизнь и необычайные приключения солдата Ивана Чонкина»:

— Волков, что Борисов сказал насчёт жирности молока? Сколько у нас?

— Три с половиной процента.

— Сделай четыре…

— Да как же я сделаю, я ж не корова!

— Ты не корова, ты счетовод, и отчёты надо уметь округлять.

— Ты с ума спятил, Тимофеич! Да это же приписка. За это ж посодют!

— Если припишешь, может быть, посодют. А если не припишешь, то точно посодют.

В книге этого момента нет и, тем не менее, он прекрасно отражает дух того времени.

В конце 1980-х годах «Жизнь и необычайные приключения Ивана Чонкина» могли быть экранизированы Эльдаром Рязановым. Фильм был готов к запуску в производство, однако английская компания — владелец прав на экранизацию — сначала осталась недовольна сценарием и утверждёнными на роли актёрами, а затем выставила условия проката и дистрибуции, крайне невыгодные для «Мосфильма». Когда на экраны вышел фильм Иржи Менцеля, Рязанов отметил, что в эту постановку было «влито немало нашей „донорской крови“. Ведь фирма пригласила к сотрудничеству нескольких людей, трудившихся в нашей съёмочной группе: художника по костюмам, второго режиссёра, директора картины. Так что все материалы, которые мы собрали и создали, готовясь к съёмкам, попали в чешский съёмочный коллектив. Включая альбом с фотопробами артистов, эскизы декораций и т. д.».
Фильм был снят в Миловице — городке в Чехии недалеко от Праги, где в 1968—1991 годах размещался штаб советской Центральной группы войск.

## Награды
- Золотая медаль президента итальянского сената на Венецианском международном кинофестивале, 1994 (англ. Gold Medal, Venice International Film Festival, 1994).
- Приз Чарли Чаплина (фр. Charlie Chaplain Prix du Publique) на Международном фестивале комедийных фильмов в Веве (Швейцария) (англ. Vevey International Festival of Comedy), 1995.